# Publio Elio Aristide
Publio Elio Aristide (117 – 180 circa) è stato uno scrittore e retore greco antico del II secolo d.C.

## Biografia
Nacque in Misia, nelle campagne presso Adrianotere. Studiò presso i retori più importanti dell'epoca, fra cui Polemone, Erode Attico e Alessandro di Cotieno, che poi sarà il maestro di Marco Aurelio.
Aristide divenne uno dei più importanti rappresentanti della "Nuova Sofistica", che, prendendo le mosse da Gorgia e passando attraverso Isocrate e l'atticismo, si impose ai tempi di Elio Aristide nelle scuole di retorica, nelle conferenze e nelle manifestazioni pubbliche.
Per motivi di salute, soggiornò più volte nel santuario di Pergamo, dove fu seguito da medici e soprattutto sacerdoti. Questi ultimi lo aiutavano nell'interpretazione dei sogni, con la quale potevano stabilire quale fosse la cura giusta per lui. Come egli stesso afferma nei Discorsi Sacri, decise di rivolgersi alle terapie irrazionali della "medicina templare", perché con quella scientifica non riusciva a guarire. Non si sa, comunque, di quale malattia si trattasse: dai Discorsi Sacri si riconoscono alcuni disturbi fisici di breve durata (come il raffreddore o l'acidità di stomaco) e un malanno più grave (la "peste di Marco Aurelio"). In realtà la sua malattia fu più che altro psicologica, o meglio ipocondriaca.

## Opere
Di Elio Aristide sono giunti a noi 53 discorsi di argomenti vari fra declamazioni, inni agli Dèi in prosa, trattati di retorica e panegirici (di seguito elencati seguendo la numerazione di Bruno Keil, tra parentesi quella di Dindorf):
- I. Παναθηναϊκός (or. 13 Dindorf)
- II. Πρὸς Πλάτωνα περὶ ῥητορικῆς (or. 45 Ddf.), Sulla retorica: in cui difende la retorica in opposizione a Platone.
- III. Πρὸς Πλάτωνα ὑπὲρ τῶν τεττάρων (or. 46 Ddf.)
- IV. Πρὸς Καπίτωνα (or. 47 Ddf.)
- V. Περὶ τοῦ πέμπειν βοήθειαν τοῖς ἐν Σικελίᾳ (or. 29 Ddf.)
- VI. Εἰς τὸ ἐναντίον (or. 30 Ddf.)
- VII. Ὑπὲρ τῆς πρὸς Λακεδαιμονίους εἰρήνης (or. 31 Ddf.)
- VIII. Ὑπὲρ τῆς πρὸς Ἀθηναίους εἰρήνης (or. 32 Ddf.)
- IX. Συμμαχικὸς αʹ [πρὸς Θηβαίους περὶ τῆς συμμαχίας] (or. 38 Ddf.)
- X. Συμμαχικὸς βʹ [πρὸς Θηβαίους περὶ τῆς συμμαχίας] (or. 39 Ddf.)
- XI. Λευκτρικὸς αʹ [ὑπὲρ Λακεδαιμονίων πρῶτος] (or. 33 Ddf.)
- XII.Λευκτρικὸς βʹ [ὑπὲρ Θηβαίων πρῶτος] (or. 34 Ddf.)
- XIII. Λευκτρικὸς γʹ [ὑπὲρ Λακεδαιμονίων δεύτερος] (or. 35 Ddf.)
- XIV. Λευκτρικὸς δʹ [ὑπὲρ Θηβαίων δεύτερος] (or. 36 Ddf.)
- XV. Λευκτρικὸς εʹ [ὑπὲρ μηδετέροις βοηθεῖν] (or. 37 Ddf.)
- XVI. Πρεσβευτικὸς πρὸς Ἀχιλλέα (or. 52 Ddf.)
- XVII. Σμυρναϊκὸς πολιτικός (or. 15 Ddf.)
- XVIII. Μονῳδία ἐπὶ Σμύρνῃ (or. 20 Ddf.)
- XIX.Ἐπιστολὴ περὶ Σμύρνης (or. 41 Ddf.)
- XX. Παλινῳδία ἐπὶ Σμύρνῃ καὶ τῷ ταύτης ἀνοικισμῷ (or. 21 Ddf.)
- XXI. Προσφωνητικός Σμυρναϊκός (or. 22 Ddf.)
- XXII. Ἐλευσίνιος (or. 19 Ddf.)
- XXIII. Περὶ ὁμονοίας ταῖς πόλεσιν (or. 42 Ddf.)
- XXIV. Ῥοδίοις περὶ ὁμονοίας (or. 44 Ddf.)
- XXV. Ῥοδιακός [Sp.] (or. 43 Ddf.)
- XXVI. Εἰς Ῥώμην (or. 14 Ddf.), Elogio di Roma: incentrata sulla riconoscenza nei confronti di Roma per il ruolo di pacificatrice.
- XXVII. Πανηγυρικὸς ἐν Κυζίκῳ περὶ τοῦ ναοῦ (or. 16 Ddf.)
- XXVIII. Περὶ τοῦ παραφθέγματος (or. 49 Ddf.)
- XXIX. Συμβουλευτικὸς περὶ τοῦ μὴ δεῖν κωμῳδεῖν (or. 40 Ddf.)
- XXX. Ἀπελλᾶ γενεθλιακός (or. 10 Ddf.)
- XXXI. Εἰς Ἐτεωνέα ἐπικήδειος (or. 11 Ddf.)
- XXXII. Ἐπὶ Ἀλεξάνδρῳ ἐπιτάφιος (or. 12 Ddf.)
- XXXIII. Πρὸς τοὺς αἰτιωμένους ὅτι μὴ μελετῴη (or. 51 Ddf.)
- XXXIV. Κατὰ τῶν ἐξορχουμένων (or. 50 Ddf.)
- XXXV. Εἰς βασιλέα [Sp.] (or. 9 Ddf.)
- XXXVI. Αἰγύπτιος (or. 48 Ddf.)
- XXXVII. Ἀθηνᾶ (or. 2 Ddf.)
- XXXVIII. Ἀσκληπιάδαι (or. 7 Ddf.)
- XXXIX. Εἰς τὸ φρέαρ τοῦ Ἀσκληπιοῦ (or. 18 Ddf.)
- XL. Ἡρακλῆς (or. 5 Ddf.)
- XLI. Διόνυσος (or. 4 Ddf.)
- XLII. Λαλιὰ εἰς Ἀσκληπιόν (or. 6 Ddf.)
- XLIII. Εἰς Δία (or. 1 Ddf.)
- XLIV. Εἰς τὸ Αἰγαῖον πέλαγος (or. 17 Ddf.)
- XLV. Εἰς τὸν Σάραπιν (or. 8. Ddf.)
- XLVI. Ἰσθμικὸς εἰς Ποσειδῶνα (or. 2 Ddf.)
- XLVII-LII Ἱεροὶ λόγοι, Discorsi sacri: è la raccolta sotto forma di diario dei sogni mistici dell'autore, dove sono raffigurati incontri con il dio della medicina Asclepio che, oltre a consigliarlo sulla cura del suo stato di salute, lo esorta all'impegno letterario e civile.

I Discorsi Sacri, più precisamente, sono costituiti da una selezione, effettuata dallo stesso Elio Aristide a partire da una più vasta raccolta di appunti, che il dio Asclepio gli avrebbe ordinato di scrivere. La raccolta iniziale consisteva in un registro di tutte le sue visioni oniriche, avvenute sia durante la permanenza presso il santuario di Pergamo, che in antichità era molto frequentato da tutti coloro che cercavano cure miracolose, sia in altri periodi della sua vita. I Discorsi sacri sono una vera e propria autobiografia, perché Elio Aristide annota, oltre ai sogni, anche tutti i dettagli sul decorso della malattia che lo affligge: dai digiuni alle purgazioni, dai cibi alle bevande assunte o espulse, e così via. Essi sono "sacri", in quanto li ha scritti ispirato dal dio Asclepio, suo unico medico di fiducia, per di più divino.
- XLVII. Ἱεροὶ λόγοι αʹ (or. 23 Ddf.)
- XLVIII. Ἱεροὶ λόγοι βʹ (or. 24 Ddf.)
- XLIX. Ἱεροὶ λόγοι γʹ (or. 25 Ddf.)
- L. Ἱεροὶ λόγοι δʹ (or. 26 Ddf.)
- LI. Ἱεροὶ λόγοι εʹ (or. 27 Ddf.)
- LII. Ἱεροὶ λόγοι ςʹ (or. 28 Ddf.)
- LIII. Πανηγυρικὸς ἐπὶ τῷ ὕδατι ἐν Περγάμῳ (or. 55 Ddf.)